# Baeomycetaceae
Baeomycetaceae Dumort. – rodzina grzybów z rzędu Baeomycetales.

## Systematyka
Pozycja w klasyfikacji według Index Fungorum: Baeomycetaceae, Baeomycetales, Ostropomycetidae, Lecanoromycetes, Pezizomycotina, Ascomycota, Fungi.
Według aktualizowanej klasyfikacji Index Fungorum bazującej na Dictionary of the Fungi do rodziny tej należą rodzaje:
- Ainoa Lumbsch & I. Schmitt 2001 – molinka
- Anamylopsora Timdal 1991
- Baeomyces Pers. 1794 – grzybinka
- Baeomycetomyces E.A. Thomas ex Cif. & Tomas. 1953
- Ducatina Ertz & Søchting 2017
- Parainoa Resl & T. Sprib. 2014
- Phyllobaeis Kalb & Gierl 1993

Nazwy polskie według W. Fałtynowicza.